# Uníos Hermanos Proletarios

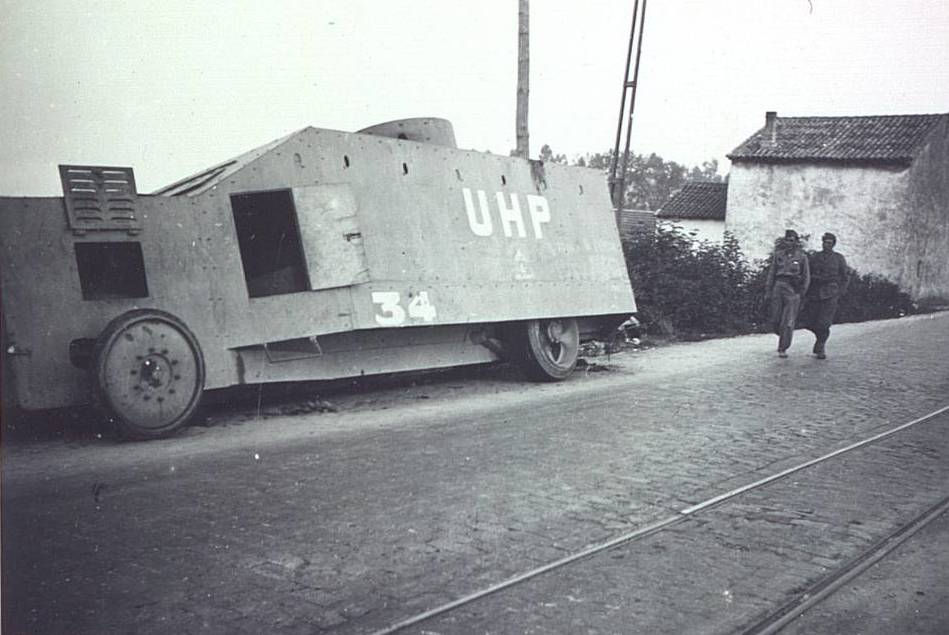
Un blindado republicano de la Guerra Civil con las siglas «UHP».

Uníos Hermanos Proletarios (UHP), Uníos Hijos del Proletariado o Unión de Hermanos Proletarios es una consigna simbolizada en la alianza obrera suscrita por la Federación Socialista Asturiana, la Unión General de Trabajadores (UGT) y la Confederación Regional del Trabajo de Asturias, León y Palencia de la Confederación Nacional del Trabajo (CNT), así como el Bloque Obrero y Campesino y la Izquierda comunista de España en febrero de 1934. Consta un documento firmado el 28 de marzo de 1934 entre la CNT-UGT de Asturias.

## Historia
Originalmente la consigna surgió de forma espontánea entre las bases de los grupos sindicales con un significado distinto, «Union Horse Power», ya que la distinta maquinaria con la que se trabajaba en la época era casi toda de manufactura inglesa y las placas técnicas identificativas que databan sus capacidades, destacaban en su leyenda los caballos de vapor que poseían (Horse Power significa literalmente en inglés «potencia de caballo»). El desconocimiento general del idioma inglés entre los trabajadores hizo el resto. A partir de ahí surgió, ideada por Amador Fernández, la consigna Uníos Hermanos Proletarios.
Bajo las siglas UHP se unieron Federación Socialista Asturiana, la Unión General de Trabajadores y la Confederación Regional del Trabajo de Asturias, León y Palencia de la CNT, así como las organizaciones trotskistas del Bloque Obrero y Campesino y la Izquierda comunista de España. En septiembre, el Partido Comunista de España había solicitado la adhesión. Sin embargo, esta no fue permitida hasta que no retiró de su solicitud todo lo referente al antitrotskismo, pues tanto socialistas como anarquistas entendieron que era fundamental la unidad de acción y que no hubiera enfrentamientos internos.
La consigna fue adoptada por los revolucionarios en la Revolución de Asturias de octubre de 1934, buscando representar la unidad de acción del proletariado asturiano y sus diversas tendencias.
Más tarde fue una proclama habitual del bando republicano y sus defensores en la Guerra Civil. En el periódico El siglo futuro aparece esta reseña: "Unos a otros se saludan con el saludo del puño cerrado, y en vez de la palabra «alto» para detener a los sospechosos, en vanguardia usan la contraseña «PHU», a la que se contesta con la «UHP». Parece que estas iniciales corresponden a las palabras Unión Proletaria Hispana". La consigna UHP también era usada como "forma de pago" de los milicianos que hacían sus compras en los pequeños comercios, dejando la correspondiente deuda.
Wenceslao Fernández Flórez se refiere a estas iniciales en su libro Una isla en el mar Rojo diciendo, entre otras cosas: "los chiquillos... hacían estribillos monótonos del ¡UHP!, iniciales de una frase de la que ya aparecían desconectadas, con sentido peculiar y suficiente de odio."

## Publicación
La UHP editó un periódico en Guadalajara que se llamaba UHP, Milicias Alcarreñas Antifascistas. Posteriormente se llamó UHP Ejército Popular Comandancia de Guadalajara. Su primer número se publicó el 12 de agosto de 1936 y se mantuvo hasta enero de 1937. Llegaron a salir un total de 24 números, oscilando su precio o donativo entre los 10 y los 15 céntimos.

## Otros datos
- En Puerto Real, provincia de Cádiz, una calle lleva el nombre de Unión de Hermanos Proletarios.[8]